# Neomaenas chiloensis
Neomaenas chiloensis är en fjärilsart som beskrevs av Reed 1877. Neomaenas chiloensis ingår i släktet Neomaenas och familjen praktfjärilar. Inga underarter finns listade i Catalogue of Life.